# Aeolidiella alderi
Aeolidiella alderi é uma espécie de molusco pertencente à família Aeolidiidae.
A autoridade científica da espécie é Cocks, tendo sido descrita no ano de 1852.
Trata-se de uma espécie presente no território português, incluindo a zona económica exclusiva.